# Francisco Llobet
Francisco Llobet (o Llovet) (1705-Barcelona, 5 de diciembre de 1785), ingeniero militar, urbanista, y arquitecto español. 

## Biografía
Su familia era oriunda de Perpiñán. A los 15 años entra en el Cuerpo de ingenieros Militares y en calidad ingeniero voluntario va a la Academia Militar de Barcelona. Terminados sus estudios, en 1725 es enviado a Orán y luego al Ejército de Italia, durante la Guerra de Sucesión polaca, donde levanta el plano de la ciudadela de Mesina para preparar el ataque español. Del mismo modo actúa en el caso de Siracusa. Más adelante integra el Ejército de Lombardía, asistiendo al ataque de Mirandola y al bloqueo de Mantua.
Regresa a la península y es enviado a la frontera con Portugal, donde trabaja en las fortificaciones de Ciudad Rodrigo; también en Galicia, donde dirige la construcción del Arsenal de Ferrol. En 1761 firma con Jorge Juan el proyecto del nuevo barrio de la Magdalena, de Ferrol, cuyas obras llevaría a cabo Julián Sánchez Bort.
Sigue la inspección de puertos por el norte de España y en 1764 está en Santander, donde en los años 1765 y 1766 proyecta el ensanche de Santander y construye 15 manzanas de casas sobre una planta en cuadrícula que más adelante, en 1788, se completaría con nuevo proyecto de Agustín de Colosía. 
En 1770 se le destina a Cartagena, acompañado de su hijo Rafael, ayudante de ingeniero. Las obras de la Plaza de Cartagena las lleva hasta ese momento Juan Martín Cermeño aunque al parecer con un alto coste, y parece que Llobet es destinado allí por su eficacia en las obras de Ferrol. Sin embargo, Cermeño no parece contento de esta duplicidad en la dirección, a la que además está asociado su ayudante Mateo Vodopich; una Real Orden de 1773, nombra director de las obras a Vodopich y, muy poco después, otra cesa a Llobet del todo en Cartagena.
Llobet es destinado a Barcelona y de 1774 a 1784 es Director de Ingenieros del Principado de Cataluña.
Su hijo Rafael Llobet y Litiery también fue ingeniero militar, desarrollando su trabajo en las defensas de la Capitanía General de Yucatán, incluidas las de Campeche.

## Obras
- Descripción de las Plazas y Puertos fortificados del Reino de Galicia, de sus Costas y Fronteras, consistencia y estado de sus Defensas con noticia de las proyectadas y de las aprobadas. Diciembre de 1757